# Чагарниця велика
Чагарни́ця велика (Ianthocincla maxima) — вид горобцеподібних птахів родини Leiothrichidae. Ендемік Китаю.

## Опис
Велика чагарниця досягає довжини 30,5-33,5 см і є одним з найбільших представників родини Leiothrichidae, поряд з великим бабаксом. Голова і шия у неї темно-бурі, обличчя каштанове, нижня частина тіла світла, бежева, груди білі. Спина і шия сіруваті, крила темно-каштанові. Верхня частина тіла поцяткована білими плямками. Спів являє собою серію гучних і мелодійних посвистів.

## Поширення і екологія
Великі чагарниці є ендеміками Китаю. Вони мешкають в гірських районах, від південно-східного Тибету до півдня Ганьсу, західного Сичуаню і північно-західного Юньнаню. Живуть в листяних і змішаних лісах та в чагарникових і бамбукових заростях. Зустрічаються на висоті від 2135 до 4115 м над рівнем моря. Живляться безхребетними, яких шукають на землі. Гніздяться з травня по серпень. Гніздо неглибоке, чашоподібне, розміщується в бамбукових заростях на висоті 1-2 м над землею. В кладці 2 яйця.